# Abó de Fleury
Abó de Fleury (francès: Abbon de Fleury)  (Orleans, c. 945 - La Rèula, 13 de novembre de 1004) en llatí, Abbo Floriacensis, també conegut com a Abbon, fou abat del monestir benedictí de Fleury, l'abadia de Saint-Benoît-sur-Loire, prop d'Orleans (França). És venerat com a sant per l'Església catòlica.
Els seus contemporanis el consideraren filòsof (Odolric de Sant Marçal parlà de Abbo florentissimus philosophus). Va ensenyar música, aritmètica i astronomia, i va impulsar l'estudi de la dialèctica i la gramàtica. Va publicar les Questiones grammaticales, on reflexionava sobre el paper de la cultura llatina i de la seva llengua.

## Biografia
Havia nascut prop d'Orleans i va estudiar a París i Reims, on va tenir com a professor Gerbert d'Orlhac; es va dedicar a la filosofi, les matemàtiques i l'astronomia. Va anar a Anglaterra, on va ajudar l'arquebisbe Oswald de York en la reforma dels monestirs. Va ser abat i director de l'escola de l'abadia de Ramsey, a Huntingdon del 986 al 987. En saber del martiri de Sant Edmon d'Ànglia Oriental (novembre de 870), va escriure'n la passió en llatí. També escrigué una gramàtica llatina per als estudiants anglesos, a més d'una simplificació del computus, per a calcular la data de la Pasqua; un Epitome de vitis Romanorum pontificum, vides dels papes de Roma, i altres tractats dialèctics i cartes. Cap al 980-985, va escriure un comentari al Calculus de Victori d'Aquitània.
Va tornar a Fleury el 988 i va ser-ne elegit abat. Un altre monjo, amb el suport del rei i el bisbe d'Orleans, va impugnar l'elecció i l'assumpte prengué una transcendència inesperada. Hi hagué d'intervenir Gerbert d'Aurillac, futur papa Silvestre II, que va actuar en favor d'Abó. Aquest, ja abat, va prendre part al concili de Saint-Basle de 991, on el bisbe Arnulf de Reims va ser deposat per una suposada traïció (en realitat, per desavinences amb el rei, que volia un altre bisbe al seu lloc), i al de Reims de 995. L'any següent, Robert II de França l'envià a Roma per intercedir davant el papa, que havia emès un interdicte contra el matrimoni del rei amb Berta.

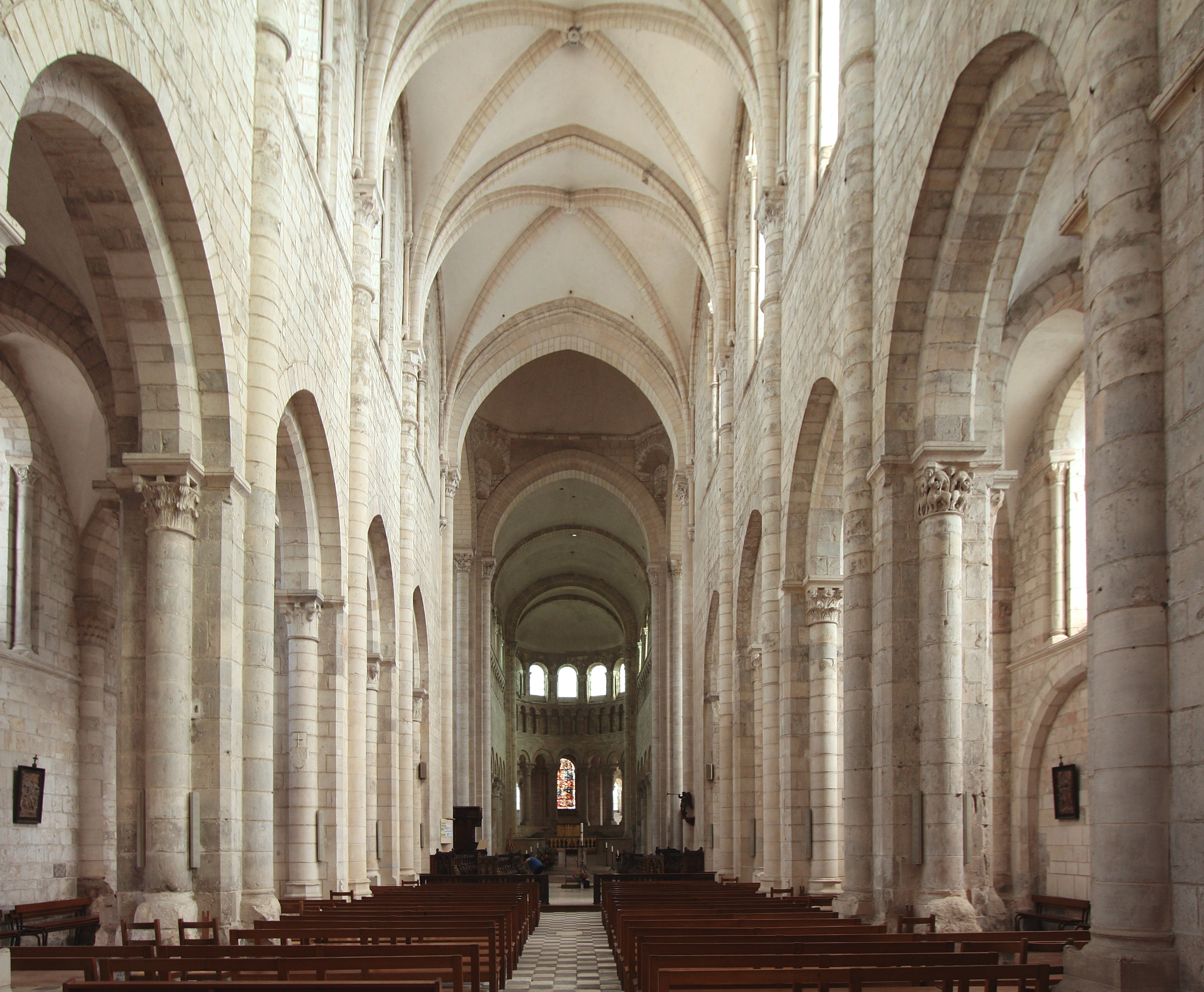
Nau de l'església de l'antiga abadia de Fleury.

De camí cap a Roma, va trobar el papa Gregori V que havia estat expulsat de la ciutat per l'antipapa Joan XVI, però no va aconseguir que la petició reial tingués èxit. A Reims, va influir perquè el bisbe deposat, Arnulf, tornés a ocupar el càrrec. Novament a França, va tenir gran influència a calmar els ànims alterats per l'arribada de l'any 1000 i la prevista fi del món.
El 1004 va intentar restaurar la disciplina del monestir de La Réole, a Gascunya, portant-hi alguns monjos de Fleury. Intervenint en una lluita entre els dos partits enfrontats, va ser ferit per una llança i va morir als braços del seu deixeble Aimoni, que després n'escrigué la biografia.
Els miracles que van tenir lloc al voltant de la seva tomba van fer que fos vist per l'Església francesa com a sant i màrtir, encara que mai no va ser canonitzat per la Santa Seu.

## Obres
Aimoni de Fleury cita entre les seves obres: De propositionibus et syllogismis (sobre dialèctica), el Computus vulgaris qui dicitur Ephemerida Abbonis, les Quaestiones grammaticae, el comentari al Calculus de Victori d'Aquitània i l'Apologeticus. El comentari al Calculus, datat abans que s'haguessin introduït les xifres aràbigues, la qual cosa feia el càlcul més complex, parla, a més, de la naturalesa de la saviesa, la filosofia dels nombres, la relación entre unitat i pluralitat i l'aritmètica, sempre en el context de la teologia de la creació.
Per a Abó, l'estudi de les set arts liberals és una guia a la veritat divina, que per naturalesa és impossible d'entendre; l'estudi de la veritat terrena, de les coses visibles és útil, però ho és encara més el de la veritat divina, mitjançant la percepció de l'harmonia de les creacions de Déu.

### L'Apologeticus
Abó estava molt lligat a la dinastia dels Capet, per la qual cosa dedicà a Hug Capet la seva obra principal, l'Apologeticus o Liber apologeticus ad Hugonem et Robertum reges Francorum, escrit cap al 998. L'abat sosté en ella que, per tal de defensar els privilegis dels ordes monàstics, cal considerar la societat dividida en tres ordres o classes socials: monjos, clergues i laics (dividits al seu torn en militars camperols). Els monjos, amb la pregària, intercedeixen davant Déu per la resta dels homes; els clergues (sacerdots i bisbes) es dediquen a l'estudi i l'organització de l'Església; els nobles militars organitzen la vida de les comunitats durant la guerra i la pau, i els camperols, amb el seu treball, han de mantenir les necessitats de les altres classes.
A més, hi ha un poder absolut reservat al papa -la plenitudo potestatis– que anava més enllà del poder sacerdotal que tenia com a primer entre els bisbes. En aquesta obra és on argumenta en contra de les idees mil·lenaristes, a partir de fonts bíbliques.